# Statuia „Aruncătorul de ciocan” din Suceava

Statuia „Aruncătorul de ciocan” din Suceava

Statuia „Aruncătorul de ciocan” din Suceava este un monument din bronz realizat de către sculptorul Ion Jalea și dezvelit în anul 1977 în municipiul Suceava. Statuia este amplasată în Parcul Universității, în cartierul Areni.

## Istoric și descriere
Statuia a fost realizată de către sculptorul Ion Jalea și amplasată în anul 1977 în parcul din noul cartier Areni, între Universitatea „Ștefan cel Mare” și de Stadionul Areni. Monumentul reprezintă un tânăr atlet pregătindu-se să arunce ciocanul.
Statuia este armonioasă, sculptorul scoțând în evidență masivitatea corpului și proeminența mușchilor mâinilor și picioarelor. Opera are 2,30 metri înălțime, 1,34 metri lungime și 0,88 metri lățime.
Statuia se află pe un soclu din travertin, cu înălțimea de 1,01 metri, lungimea de 1,37 metri și lățimea de 1,22 metri. Pe soclu nu se află nicio inscripție.
În decursul timpului, statuia a fost degradată. Ciocanul de bronz din mâinile atletului a dispărut, iar corpul atletului nud a fost acoperit cu o pereche de chiloți negri pentru a-i acoperi goliciunea. Statuia a fost batjocorită în mai multe rânduri de localnici. În dimineața zilei de 25 mai 2011, cei care se plimbau prin Parcul Areni au observat că atletul avea un prosop bleumarin în jurul taliei și un altul de culoare roz pus pe cap.

## Imagini

Statuia „Aruncătorul de ciocan”
Statuia „Aruncătorul de ciocan”
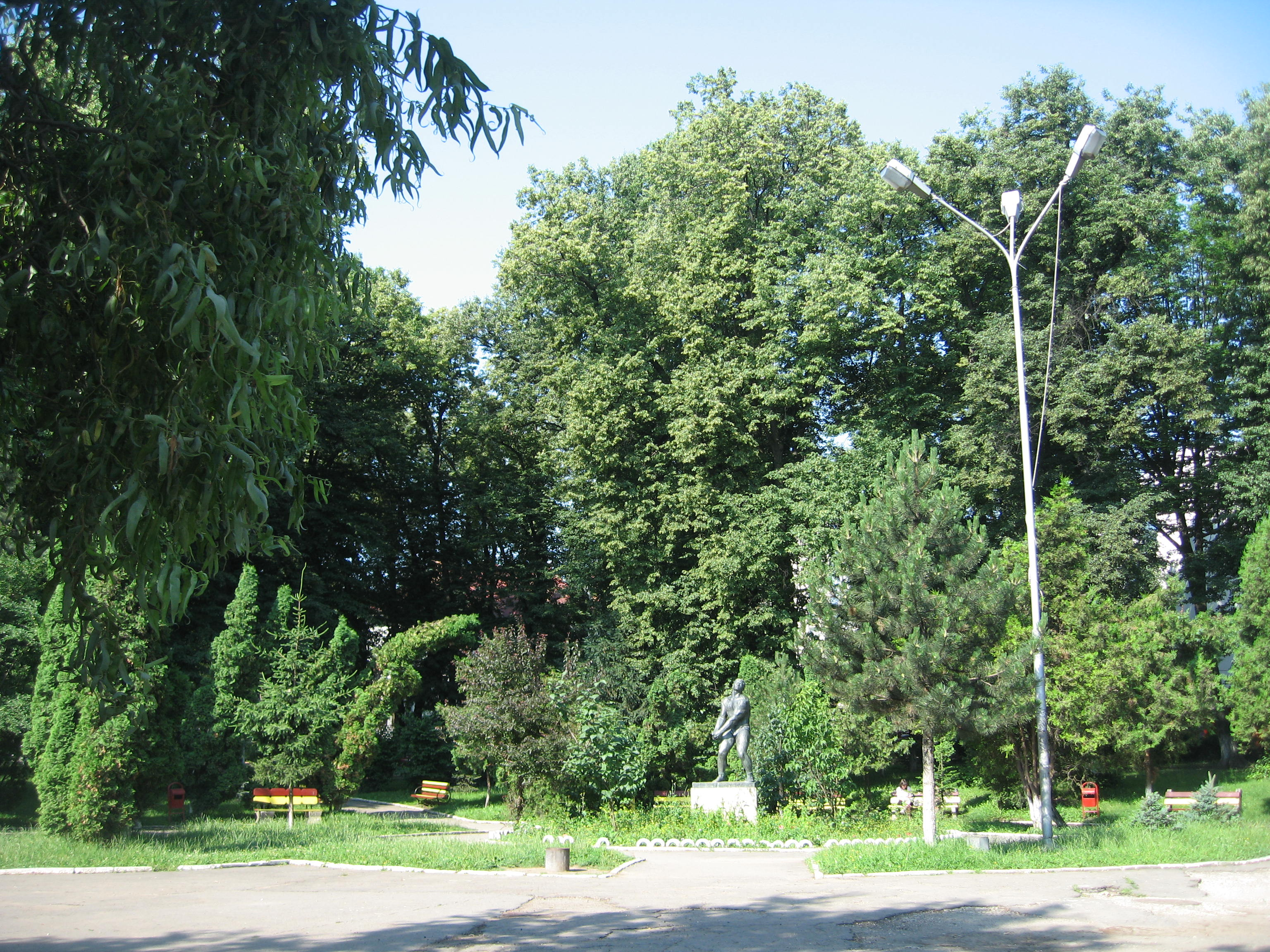
Statuia „Aruncătorul de ciocan” și Parcul Universității